# Fordon till fordon

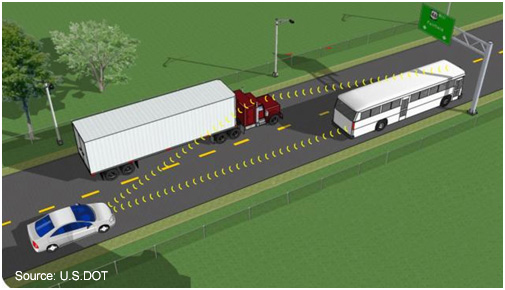
Fordon till Fordon

Fordon till fordon (V2V) är ett Fordons ad-hoc-nätverk (VANET) skapas genom att tillämpa principerna för mobila ad hoc-nätverk (MANET) - den spontana skapandet av ett trådlöst nätverk av mobila enheter - på fordonsdomänen. VANET:s nämndes och introducerades först 2001 under "Fordon till fordon ad-hoc mobilkommunikation och nätverk" -applikationer, där nätverk kan bildas och information kan förmedlas bland bilar. Det visades att kommunikationsarkitekturer för fordon-till-fordon och fordon-till-vägar kommer att existera tillsammans i VANET för att tillhandahålla trafiksäkerhet, navigering och andra vägtjänster. VANET är en viktig del av ramverket för intelligenta transportsystem (ITS). Ibland kallas VANET:s intelligenta transportnätverk.

## Tillämpningar[3]
- Elektroniska bromsbelysning, som tillåter en förare (eller en autonom bil eller lastbil) att reagera på fordon som bryts trots att de kan bli dolda (t.ex. av andra fordon).
- Platooning, som gör det möjligt för fordon att följa ett ledande fordon genom att trådlöst ta emot information om acceleration och styrning och därmed bilda elektroniskt kopplade "vägtåg".[4]
- Trafikinformationssystem, som använder VANET-kommunikation för att tillhandahålla uppdaterade hinderrapporter till ett fordons satellitnavigationssystem.
- Nödtjänster för vägtransporter - där VANET-kommunikation, VANET-nätverk och trafiksäkerhetsvarning och spridning av statusinformation används för att minska förseningar och påskynda räddningsinsatser för att rädda liv för de skadade.
- On-The-Road Services - det förutses också att den framtida transportvägen skulle vara "informationsdriven" eller "trådlöst aktiverad". VANET:s kan hjälpa till att marknadsföra tjänster (butiker, bensinstationer, restauranger etc.) till föraren och till och med skicka meddelanden om någon försäljning som pågår just nu.

## Standards
Större standardisering av VANET-protokollstakar sker i USA, i Europa och i Japan, vilket motsvarar deras dominans inom bilindustrin.
I USA bygger IEEE 1609 WAVE Wireless Access in Vehicular Environments-protokollstaket på IEEE 802.11p WLAN som fungerar på sju reserverade kanaler i 5,9 GHz frekvensbandet. WAVE-protokollstacken är utformad för att tillhandahålla flerkanalsdrift (även för fordon som är utrustade med endast en radio), säkerhet och lättviktsprotokoll för applikationslager. Inom IEEE Communications Society finns det en teknisk underkommitté för fordonsnätverk och telematikapplikationer (VNTA). Kommitténs stadga är att aktivt främja teknisk verksamhet inom fordonsnät, V2V, V2R och V2I-kommunikation, standarder, kommunikationsaktiverad väg- och fordonssäkerhet, trafikövervakning i realtid, teknik för hantering av skärningspunkt, framtida telematikapplikationer och ITS-baserade tjänster.